# Unification de peuples et de nations
 (juillet 2025).
- Si vous ne connaissez pas le sujet, laissez ce bandeau (vous pouvez alors contacter les auteurs).
- Si vous supprimez le contenu mis en cause (vous pouvez préalablement contacter les auteurs),

argumentez précisément cette suppression dans la page de discussion
(un manque de référence n'est pas un argument ; une recherche réelle de référence doit avoir été effectuée, être formellement documentée).
L'unification de peuples et de nations met en lumière, dans l'ordre chronologique, les diverses dynamiques et les processus d'unification qui ont façonné les relations entre peuples et nations à travers l'histoire. Cela illustre à la fois la complexité et la diversité des stratégies adoptées pour atteindre l'harmonie collective.
Les nombreux nationalismes régionaux tendent à fragmenter les nations. En revanche, peu de groupes se sont engagés en faveur de l'union entre tribus, peuples ou nations, à l'exemple de l'Égypte, de la Chine ou de la Suisse.

## Définition du mot «unification»
Le terme « unification » peut être compris dans deux sens :
1. Unification comme entité stable, référence à une réalisation achevée : coalition, fédération ou confédération,
2. Unification au sens d’action ; cela désigne un mouvement visant à l'intégration, l'assimilation, la fusion ou l'incorporation. Ce processus d’unification peut être long ; il peut impliquer diverses stratégies, certaines non-violentes, d’autres extrêmement violentes.

## Avant notre ère
Depuis des temps immémoriaux, les tribus, les peuples et les nations ont ressenti la nécessité de s'unir ou de former des alliances avec d'autres entités pour assurer leur survie. Cela s'apparente à la fois à une obligation et un impératif. Ce phénomène est illustré par de nombreux exemples historiques, dirigés par des figures célèbres ou par des leaders oubliés qui ont contribué au développement de civilisations et cultures antiques.
A titre d'illustration, la confédération ionienne, qui remonte à environ 3000 ans, bien qu'elle ne soit pas la plus ancienne connue, est particulièrement documentée grâce aux sources textuelles et aux découvertes archéologiques. Des alliances similaires ont émergé à travers le monde à la même période : en Méditerranée, en Afrique, en Chine, en Amérique latine, dans le Pacifique ou en Europe.

### Le continent africain
Après l’expansion bantoue, à partir des hauts plateaux volcaniques du Cameroun et du Nigéria, il y a 5000 ans, le continent africain montre une volonté précoce de rassemblement entre peuples auparavant rivaux. Un exemple emblématique est l’unification des « Deux Terres » en Égypte antique. Elle commence vers 3000 av. J.-C. puis se poursuit pendant la période thinite, jusqu'à la réunification vers 2700 av. J.-C.. Un millénaire plus tard, vers 1800 av. J.-C., se forme le Royaume de Koush, une alliance des peuples nubiens de la haute vallée du Nil. Il ouvre la voie à d'autres unifications durables autour de la Méditerranée.

### Le Proche-Orient
Trop souvent attaquées par des corsaires, les villes côtières de la méditerranée orientale créent la communauté de cités marchandes maritimes de Phénicie, vers 1200 av. J.-C.. Elle est composée de petits royaumes indépendants comprenant les Phéniciens, les Cananéens, les Philistins, les Araméens et les Hébreux, entre autres. Elle se maintiendra pendant neuf siècles, grâce à des liens linguistiques, culturels, religieux et commerciaux.
Plus au sud, confrontées aux mêmes attaques de brigands, les tribus nomades du désert du Sinaï, tel les Amalécites, qui migrent en caravanes avec leurs troupeaux selon les saisons et font du commerce, forment une confédération vers 1200 av. J.-C.. Malgré des sources écrites rares, cette entité semble avoir perduré plusieurs siècles.
Plus au nord, les tribus arméniennes, Nairi, s'unissent sur le Haut-plateau arménien, durant une période allant du XIIIe au Xe siècle av. J.-C., et conservent leur indépendance pendant au moins 300 ans.

### La Méditerranée
Les îles méditerranéennes ressentent également le besoin de s’allier, puis de s’unir pour résister aux pillages. La voie est ouverte par la Confédération ionienne méditerranéenne des Grecs d'Asie Mineure en lutte contre les Perses vers 1000 av. J.-C.
Les Athéniens suivent le même processus et instaurent une solidarité locale par le synœcisme entre 800 av. J.-C. et 750 av. J.-C., acte fondateur de la démocratie athénienne qui prospérera pendant sept siècles. 
Sur la côte septentrionale de la mer Égée, d'autres peuples indépendants forment la Confédération thessalienne vers 700 av. J.-C., une entité stable qui traversera les remous de l'histoire pendant sept siècles. 
A son tour, la grande île du sud forme la Confédération péloponnésienne vers 500 av. J.-C., pour un quart de siècle. Ces confédérations témoignent du besoin d'unité face aux menaces extérieures.

### Ailleurs dans le monde
Sur le continent nord-américain, les données archéologiques attestent l'existence d'une confédération iroquoise, fondée sur des traditions orales, constituant l'Iroquoisie depuis 3 millénaires. 
À la même période, en Amérique latine, se développe la Culture de Chavin qui unifie de nombreuses cultures locales des Andes, et perdurera pendant huit siècles.
Sur le continent asiatique, les Guerres d'unification de Qin culminent en 221 av. J.-C. avec la première unification de la Chine, incluant progressivement les royaumes Han, Zhao, Yan, Wei, Chu et Qi. Elle sera suivie par diverses dynasties pendant deux millénaires jusqu'en 1912. Sur le continent européen, la Pax Romana, résultant de l’unification des provinces romaines, instaure une paix relative durant deux siècles à partir de 27 av. J.-C..

## Premier millénaire de notre ère
Le mouvement s'amplifie au premier millénaire : Romains, Chinois, Coréens, Norvégiens, Russes, Germains vont, chacun à leur tour, créer des alliances pour défendre leurs territoires respectifs.

### Sur le continent européen
La Pax Romana, fruit d'un pacte de coopération entre Rome et ses provinces au début de l'Empire, a disparu au terme de deux siècles. Après cette division de l’Empire romain en 285, la partie occidentale a pu maintenir son existence grâce aux Peuples fédérés par Rome, et ce, pendant encore 190 ans, couvrant la fin du IIIe, le IVe et une bonne partie du Ve siècle jusqu'en 476. En revanche, l’Empire romain d'Orient ne s’est vraiment consolidé qu’en 330, mais il a survécu pendant plus d’un millénaire.
A la fin du premier millénaire de notre ère, l’unification de la Norvège, réalisée en 872, précède celle des tribus des Rus' de Kiev qui s'opère dix ans plus tard, en 882. Ces deux unifications, après plus de 350 années d’existence, s’achèvent en même temps en 1240. De même, un siècle après la Norvège et les Rus', le Saint-Empire romain germanique se constitue, grâce à l’entente entre de nombreuses nations. Ce sont celles qui composent aujourd'hui l’Allemagne, l’Autriche, la Tchéquie, ainsi que des parties de l’Italie, de la Suisse, de la France et des Pays-Bas. Cette unification, initiée à la fin du Moyen-Âge vers 962, se poursuit jusqu’en 1806, soit pendant plus de huit siècles.

### Sur le continent asiatique
A l’autre extrémité du monde, l’unification de la grande Chine, amorcée dès 581 par la dynastie Sui, et poursuivie par la dynastie Tang, à partir de 618, stimule également l’unification de la Corée. Le pays du matin calme accueille avec satisfaction la Période de Silla unifié : l’unification de la péninsule coréenne s'effectue progressivement de 562 à 676 et perdure pendant deux siècles et demi, jusqu’en 935.

## Début du deuxième millénaire de notre ère
Au début du deuxième millénaire de notre ère, l’Europe s’engage dans plusieurs processus d’unification. Ils se multiplieront au cours de ce millénaire, avec une quarantaine d'initiatives recensées.

### Le continent européen

#### Le Moyen-Âge
Un nouvel État souverain émerge en Europe orientale vers 1236 : le Grand-Duché de Lituanie. Cet État initie une série d’accords et d’alliances avec ses voisins, conduisant, en 1290, à une unification stable des tribus lituaniennes. Elle durera trois siècles, jusqu’en 1569.

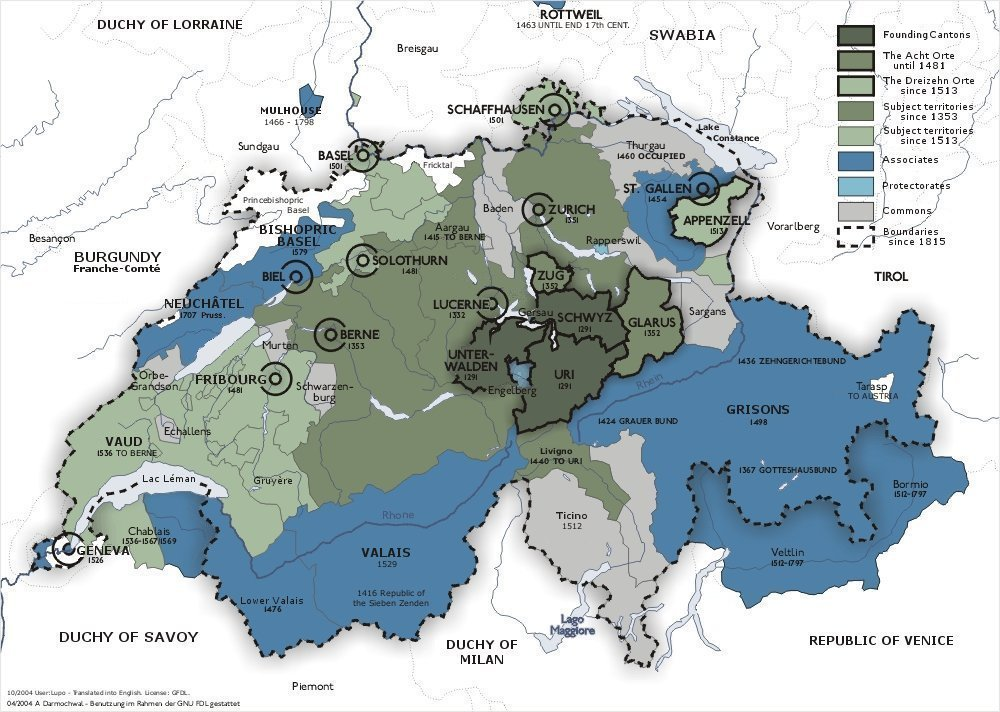
Création de la Confédération helvétique.

Un cas remarquable d’unification durable est celui de la Suisse, avec la création de la Confédération helvétique des Trois Cantons en 1291. Cette confédération se prolonge sans interruption depuis plus de 730 ans et regroupe actuellement jusqu'à 26 cantons.

#### La Renaissance
A l’aube de la Renaissance, les petits royaumes de la péninsule ibérique cherchent à s’unir. L'union dynastique des couronnes de Castille et d'Aragon conduit à l’unification des Cortès espagnoles en 1469. Cette union prend fin en 1512 après 43 ans.
Les Pays-Bas réussissent à s’unifier par l’Union d'Utrecht en 1579, formant les Provinces-Unies. Cette unification de petites provinces se poursuivra pendant 216 ans et prendra fin en 1795.

#### Le Siècle des Lumières
Ce Siècle des Lumières, européen par essence, a des répercussions en Amérique et en Asie. 
Après la Suisse dont l’unité des cantons se maintient depuis plus de 700 ans, un autre pays européen de distingue : la Grande-Bretagne. Elle approche les cinq siècles d'existence : les premiers Actes d'Union, datant de 1536, seront suivis de plusieurs autres, formalisant l'unification en 1707, 1800 et 1840.

### Ailleurs dans le monde
A l’autre bout du monde, le même souci de rassembler des peuples éparpillés se manifeste. L'Alliance Hūlun, formée de quatre tribus, établit une confédération avec les Jürchens Jianzhou et les Mongols entre 1548 et 1582. Par la suite, l’Unification des Jürchens au nord de la Chine est proclamée en 1583, mais se terminera en 1619. 
Entre l’Inde et la Chine, au cœur de l’Himalaya, des peuples se rassemblent pour réaliser l'Unification du Népal, un processus initié en 1744, proclamé en 1768 et reconnu en 1816. Sa stabilité perdure depuis plus de 250 ans entre les deux géants asiatiques.
Sur le continent nord-américain, la Confédération iroquoise, qui regroupe six nations amérindiennes, se construit en 1722, donnant naissance à la réserve des Six-nations. Cette confédération existe depuis 300 ans. À l'inverse, l’Alliance franco-indienne d'Amérique, qui unit divers peuples amérindiens en 1754 se révèle éphémère, éclatant en 1763.
Puis, treize États se regroupent pour former la Confédération des États-Unis d’Amérique, déclarée en 1776 et reconnue en 1783. La confédération s'agrandit en intégrant la Louisiane (1803), le Texas (1845), l'Orégon (1846), la Californie (1860), le Nevada (1864), l'Alaska (1867), Hawaï (1898) et l'Arizona (1912). Cette unification est stable depuis plus de 240 ans.

## Fin du deuxième millénaire
Au XIXe siècle, une grande partie du monde est concernée par des regroupements : la vieille Europe, l'Amérique du Nord et du Sud, les Antilles, le Canada et jusqu'en Océanie.

### Sur le continent Européen
La Sainte-Alliance, signée à Paris en 1815, réunit l'empire russe, le royaume de Prusse, et l'empire d’Autriche. Elle vise à établir la paix selon les préceptes de la religion chrétienne. Cette alliance reçoit l’adhésion de la majorité des États européens et coexiste avec la Quadruple-Alliance, puis la Quintuple-Alliance en 1818. Elle est finalement dissoute en 1825.
L'Unification de l’Italie est réalisée par les monarques de la maison de Savoie qui annexent sept royaumes entre 1820 et 1830. Bien que proclamée en 1861, l'Unification de l’Italie, sous sa forme actuelle, ne se concrétise qu’en 1870 et perdure depuis plus de 160 ans.
L’Unification allemande prend forme en 1871, lorsque les princes allemands proclament Guillaume 1er empereur allemand, établissant un État-nation sur un vaste territoire composé de 25 États. Cette unification est le résultat d'une tradition héritée du Saint-Empire romain germanique, aboutissant à la création d'un État-nation fédéral qui prend fin en 1945.
L’Unification de la Bulgarie résulte de la fusion de la principauté de Bulgarie et de la province de Roumélie orientale en 1885. Cette unification est en vigueur depuis plus de 140 ans.
En 1918, les Slaves du sud s'unissent en un nouvel État : le Royaume des Serbes, Croates et Slovènes, la future Yougoslavie.

### Sur le continent américain
La Fédération du Mexique, établie selon le modèle américain, représente la Première République fédérale. Elle a existé de manière intermittente de 1823 à 1835, avant de se transformer en État fédéral, composé de 32 entités fédératives. Ainsi, le Mexique jouit d'une souveraineté depuis plus de 200 ans.
Dans la même période, la République fédérale d'Amérique centrale a été fondée en 1823, regroupant les États du Guatemala, du Salvador, du Honduras, du Nicaragua et du Costa Rica. Cette fédération a été dissoute en 1839, après 36 années d’existence marquées par des événements variés. Au cours des XIXe et XXe siècle, de nombreuses tentatives d’unification ont échoué. Plus au sud, la Confédération grenadine représente une république fédérale éphémère, créée en 1858 sur le territoire aujourd'hui occupé par la Colombie et le Panama. Elle a survécu environ une dizaine d'années. 
Tout au nord du continent, trois colonies de l’Amérique du Nord britannique se sont unifiées pour former la Confédération canadienne en 1867. Elle a été élargie à treize reprises au cours des 150 dernières années.

### Ailleurs dans le monde auXIXesiècle
Les Tribus unies de Nouvelle-Zélande ont constitué un État souverain éphémère entre 1835 et 1840. Toutefois, cet État représente le point de départ du processus d’unification des Maoris. En 2010, la déclaration des Nations Unies sur le droit des peuples autochtones a ravivé l’identité du peuple Maori.
Désormais, le monde entier est concerné par les efforts d'unification de pays voisins : en Afrique, Arabie, Russie, Inde, etc.

### Unification de tribus et de nations auXXesiècle
En 1902, la dynastie des Saoud fonde un nouveau royaume. Au cours des trois décennies suivantes, elle conquiert successivement les tribus et les émirats voisins, aboutissant à l’Unification de l’Arabie saoudite,.
L’Union d'Afrique du Sud, établie en 1910, regroupe les colonies britanniques du Cap, du Natal, du Transvaal et du fleuve Orange. Elle devient l'un des membres fondateurs de la Société des Nations (SDN) en 1920. En 1961, elle se transforme en république et poursuit son cheminement en tant qu'État indépendant, se retirant du Commonwealth.
Proclamée en 1922, l’Union des Républiques socialistes soviétiques (URSS) constitue le plus vaste État du monde à partir du milieu du XXe siècle. Cette union perdurera pendant 69 ans avant d’être remplacée par la Communauté des États indépendants (CEI) sous la présidence de Mikhaïl Gorbatchev en 1991.
Concernant l'unité politique de l’Inde, celle-ci succède à une monarchie constitutionnelle depuis 1947. La constitution indienne entre en vigueur en 1950, établissant une république parlementaire fédérale et démocratique. Depuis 2023, l'Inde est le pays le plus peuplé du monde, cette unité se maintient depuis plus de 70 ans.

### Seconde moitié duXXesiècle
Dans la seconde moitié du XXe siècle, les mouvements indépendantistes et les groupes de libération se multiplient, souvent violents, d'où une grande confusion sur la scène politique. Parallèlement, comme en témoigne l’unification de l’Allemagne en 1990, des initiatives visant à établir des fédérations entre États, méritent reconnaissance et attention : elles rappellent les réussites de coopération et de solidarité entre nations tout au long de l'histoire.

#### Continent africain
Au début de la seconde moitié du XXe siècle, deux entités émergent à l'issue d'un processus d'unification, l'une au sud, l'autre au centre.
En 1953, une nouvelle Fédération d'Afrique centrale, formée de la Fédération de Rhodésie et du Nyassaland, s'élargie pour regrouper les colonies de Nyassaland, de Rhodésie du Nord et de Rhodésie du Sud. Ces territoires deviendront plus tard le Malawi (en 1964) et le Zimbabwe (en 1980).
Durant la période coloniale, d’anciens royaumes ethniques du Cameroun sont soumis à la colonisation allemande. À la suite de la Seconde Guerre mondiale, la France et la Grande-Bretagne se partagent ce territoire. Au cours des mouvements de libération et d’indépendance des années 60, les sections francophones et anglophones du Cameroun se regroupent, menant à la Réunification du Cameroun en 1972. Cette unification a depuis lors fait preuve d'une stabilité remarquable alors que d'autres pays se sont fractionnés.
Parallèlement, deux nouvelles organisations transnationales voient le jour. D’une part, en 1963, l’Organisation de l'unité africaine (OUA) est fondée, regroupant initialement 32 États, puis s'élargissant pour inclure 53 pays en 2002. D’autre part, l’Organisation internationale de la Francophonie (OIF) est créée en 1970, réunissant d’abord 21 pays, avant d'atteindre 93 États et gouvernements tout autour du monde, à ce jour. Ces deux organisations fonctionnent ainsi depuis plus de 50 ans. 

#### Continent européen

##### Introduction
Au cours de la seconde moitié du XXe siècle, deux grandes communautés politiques et économiques émergent en Europe : à l’ouest, la Communauté économique européenne (CEE) qui évoluera pour devenir l’Union européenne (UE), et à l’est l'Union des républiques socialistes soviétiques (URSS) qui deviendra la Communauté des États indépendants (CEI).

##### La CEE et l'UE
La CEE, Communauté économique européenne, est formée en 1957, favorisant entre autres l'intégration économique de ses États membres. Trente-six ans plus tard, en 1992, elle se transforme en Union européenne, institution rassemblant d'abord douze nations et consolidant cette structure depuis trois décennies. Cette évolution témoigne d'une volonté d'harmonisation et de coopération entre les pays européens. 

##### La CEI
En parallèle, la dissolution de l’URSS a conduit à la formation de la CEI en 1991, ce qui a permis aux anciennes républiques soviétiques de se regrouper tout en préservant une certaine indépendance. Cette nouvelle entité vise à maintenir des relations entre ces États tout en respectant leur souveraineté respective. 

##### La Communauté française
Par-delà les océans, la Communauté française , une fédération entre la France et certaines de ses anciennes possessions d'outre-mer, est établie en 1958. Elle a facilité l’indépendance progressive de plusieurs États membres. Certains choisissent de rejoindre la République française, d’autres optent pour un statut de territoire. Ce cadre institutionnel sera définitivement abrogé en 1995, mettant fin à cette forme de coopération.

##### La Réunification de l'Allemagne
Enfin, l’Allemagne a connu une réunification inattendue. Elle entre en vigueur le 3 octobre 1990 et fixe le processus marqué par l’intégration des cinq Länder de l'ancienne Allemagne de l’Est à la République fédérale d’Allemagne. Ce processus a non seulement redessiné la carte politique de l'Allemagne, mais a également eu un impact significatif sur l'Union européenne. Le trentième anniversaire de cette réunification a été célébré en 2020, soulignant l'importance de cet événement dans l'histoire européenne contemporaine.

##### Conclusion pour la partie européenne
L'émergence de ces différentes communautés, qu'elles soient économiques ou politiques, reflète les dynamiques complexes qui ont façonné l'Europe après la Seconde Guerre mondiale. Ces évolutions mettent en lumière les enjeux de coopération, d'intégration et d'interdépendance qui continuent d'influencer les relations internationales aujourd'hui.

#### Continent américain
La Fédération du Brésil est créée en 1971 sous le nom de République fédérative du Brésil, regroupant une vingtaine d’États fédérés. Cette unification perdure depuis plus de 50 ans, témoignant de la stabilité politique et administrative du pays.
En 1958, les 24 îles composant les colonies britanniques des Antilles, allant de la Jamaïque au nord jusqu'à la Barbade au sud, ont formé la Fédération des Indes occidentales. En raison de forts mouvements populaires en faveur de l'indépendance, cette fédération a été dissoute en 1962.
Puis en 1965, les îles se sont réorganisées au sein de l’Association de libre-échange des Caraïbes, qui a évolué pour devenir la CARICOM en 1973. En 1994, l’Association des États de la Caraïbe est créée, composée de 25 membres, afin de promouvoir la consultation, la coopération et l’action concertée entre tous les pays de la Caraïbe. Cette association inclut non seulement les 700 îles, îlots, récifs et cayes de la région, mais aussi une grande partie des États d’Amérique centrale. 

#### Océanie
Les États fédérés de Micronésie sont créés en 1986. Cette fédération comprend quatre États : Yap, Chuuk, Pohnpei et Kosrae ; depuis plus de 35 ans, elle se présente comme une république constitutionnelle fédérale, sous protection des États-Unis, et compte environ 100 000 habitants, désignés sous le terme de Micronésiens.

## Organisations transnationales
Au cours du XXe siècle, de nombreuses nations se sont unies. Une dynamique nouvelle est née. De grandes organisations ont été créées pour rassembler des nations partageant des intérêts communs, ainsi que des groupes transnationaux qui arborent une même idéologie, tout en respectant la souveraineté de chaque nation. Voici quelques exemples significatifs :
La Société des Nations (SDN), établie par le traité de Versailles en 1919, a pour objectif de préserver la paix en Europe après la Première Guerre mondiale. Composée à l'origine de 41 nations, elle est remplacée en 1945 par l’Organisation des Nations unies (ONU).
L’Internationale socialiste, fondée en 1889, devient l’Internationale ouvrière socialiste (IOS) en 1923. Cette organisation internationale regroupe la majorité des partis socialistes, sociaux-démocrates et travaillistes entre 1923 et 1946.
Le Commonwealth ou Commonwealth of Nations, organisation intergouvernementale initiée en 1926 avec sept membres fondateurs, a atteint 56 États membres en 2024, presque tous d'anciens territoires de l'Empire britannique, témoignant d'une longévité de près d'un siècle.
La Ligue arabe, créée au Caire en 1945 avec six États membres, compte aujourd'hui 22 membres, après plus de 75 ans d’existence.
L'Union française est établie par la 4e République en 1946. Cette organisation politique associe la métropole et les départements d’outre-mer aux colonies et aux États associés de l'empire colonial français. Après 12 ans d’existence, elle est remplacée par la Communauté française en 1958.
La Communauté du Pacifique est créée en 1947, sous le nom de Commission du Pacifique sud. Cette organisation intergouvernementale d'assistance scientifique et technique, composée de 26 États membres francophones et anglophones, vise à soutenir le développement durable de la région. Elle siège à Nouméa en Nouvelle-Calédonie depuis plus de 75 ans.
L’Organisation des Nations unies (ONU) est instituée le 24 octobre 1945 par la ratification de la Charte des Nations unies. Cette charte est signée le 26 juin 1945 par les représentants de 51 États, ainsi l'ONU remplace la Société des Nations. Active depuis plus de 80 ans, elle regroupe 193 États membres en 2011.
L’Organisation du traité de l'Atlantique nord (OTAN) est mise en place le 4 avril 1949 par les pays signataires du traité de l'Atlantique nord. L'OTAN est une organisation politico-militaire visant à assurer la défense et la sécurité collectives. Composée de 30 États en 2022, elle a vu l'adhésion de la Finlande en 2023 et de la Suède en 2024, portant son nombre à 32. Elle est le plus souvent désignée par son acronyme OTAN (NATO).